# Kung Fu del Mono
El kung fu del mono (猴拳) es un arte marcial de China, donde sus movimientos procuran imitar a los monos o simios en la lucha.

## Historia
Los sistemas del kung fu del mono, como el Tai Shing Pek Kwar (大聖劈掛門) fueron inventados por Kau Sze (寇四) durante la dinastía Qing. Ha habido otros  tipos de estilo del kung fu del mono que son más antiguos, algunos de ellos datados en el período de la dinastía Song.
Muy anterior a todo ello, durante el período de la dinastía Han (del -220 al 206 a. C.) ya existieron menciones escritas de un tipo de danza que imitaba a los monos, haciendo referencia al oficial de los Han del Oeste, Tan Changqing, que hizo una demostración pública del mismo.
También en la tumba Han n.º 3 en Mawangdui, al este de Changsha en Hunan, se halló una inscripción en una pintura que ya daba muestras de la presencia de un antiguo tipo de boxeo estilo mono de más de 2100 años de antigüedad.
Un médico eminente llamado Hua Tuo, que vivió entre la dinastía Han Posterior (año 25 al 220 d. C.) y la del período de los Tres Reinos (220-280 d. C.) inventó los famosos "Juegos de los cinco animales" o Wuqinxi, que usó para sí mismo y sus pacientes, como manera de conservar la salud. En ellos, imitaban posiciones de juego y travesura del tigre, el ciervo, el oso, el mono y la grulla. Se dice que este médico basó sus movimientos en unos escritos antiguos que mencionaban de una forma poco detallada una especie de gimnasia, titulada Liuqinxi, basada en seis animales: el oso, la grulla, el pato, el águila, el tigre y el mono.
Y durante la dinastía Ming (1368-1644), el boxeo estilo mono tuvo una gran relevancia dentro de las artes marciales chinas. Esta relevancia culminó con el escrito de un general llamado Qi Jiguang del mencionado período Ming. En su libro Jixiao Xinshu, el general Qi Jiguang escribió que el Emperador Taizu de la dinastía Song, practicaba entre otros, el boxeo estilo mono.
Posteriormente, se dieron más casos, tales como en las montañas del distrito Yuexian, en la provincia china de Shaanxi, donde también se practicaba este estilo mono de boxeo, a finales del periodo de la última dinastía china, la Qing (1644-1911).

## Descripción detallada
Este estilo incluye muchos movimientos acrobáticos difíciles, con técnicas ejecutadas mientras se está tumbado en el suelo, o incluso boca abajo. Este estilo del mono tiene una defensa magnífica, y está considerado por muchos como la mejor defensa en cualquiera de los estilos Shaolin de kung fu.
Su aprendizaje está caracterizado de forma predominante en el entrenamiento de sus "armas". El método usa movimientos ágiles, con sacudidas bruscas, que son a la vez confusos y hasta divertidos de observar. Una versión famosa del estilo mono es el mono borracho, que es exactamente tal y como suena, donde el practicante actúa como se supone que lo haría un mono intoxicado, imitándolo.
Se dice de este estilo es el más apropiado para luchar contra el kung fu de la serpiente.[cita requerida] También se comenta que el estilo de las garras del águila es el que puede derrotar al estilo mono, aunque muchos creen que ello tiene más de leyenda que de veracidad.[cita requerida]
El estilo mono debe mucho de la historia anterior de su didáctica al cuento budista Viaje al Oeste, que a menudo se demuestra en las películas de artes marciales de Hong Kong.

## Subtipos o variaciones del estilo mono
Hay seis variaciones del estilo mono de kung fu :
1. El estilo kung fu del mono borracho, que usa muchos golpes de garganta, ojos e ingles, así como técnicas de caída y desplome. Incorpora un montón de pasos falsos para dar la apariencia de parecer indefenso, y usa muchos golpes desequilibradores. Este tipo de Kung Fu fue desarrollado en 1978 por Jackie Chan, quién tuvo que inventar dichos movimientos para la película "El mono borracho en el ojo del tigre", ya que no existían con anterioridad.
2. El estilo kung fu mono de Piedra, es el estilo "físico". El practicante entrena su cuerpo para intercambiar bofetadas con el oponente : el estilo mono de Piedra usa el método del Cuerpo de Hierro: dejará un área de su cuerpo expuesta para que se le ataque, para así atacar a un punto más vital de tu cuerpo.
3. El kung fu del mono Perdido finge muchísimo. Da la apariencia de estar perdido y confuso para engañar al oponente en subestimar sus habilidades, y así responder cuando menos se espera. las manos y el trabajo de pie cambia y va de un pie a otro a voluntad.
4. El kung fu mono de Pie o mono Alto, es un estilo mono relativamente convencional, que le gusta una posición de mantenerse en pie, y evita caerse. Este estilo es más apropiado para gente alta. A los monos altos les gusta subirse a las extremidades del cuerpo para hacer ataques en puntos de presión. Es un estilo de largas cadenas de llaves.
5. El kung fu del mono Artesano es muy engañoso, usa diferentes emociones falsas como cebo para que el oponente ataque. Por ejemplo, pretendiendo estar herido da un falso sentimiento de seguridad y autoconfianza al oponente, esperando a que "bajen la guardia" para atacar sorpresivamente cuando menos se espera.
6. El estilo kung fu mono de Madera representa a un mono serio, furioso que ataca y defiende con ferocidad. La actitud de este mono es más seria, y sus movimientos son notablemente menos ligeros que los de los otros monos. Al mono de Madera le gusta luchar cuerpo a cuerpo y tirar al oponente al suelo. Y una vez que te ha tirado, estás perdido.

## Utilización en otras artes marciales
Elementos del kung fu del mono se han utilizado también en otros estilos de kung fu. Por ejemplo, Wang Lang, el fundador del siglo XVII del boxeo norteño de la mantis religiosa (Bei Tang Lang Quan), se decía que usó de forma prestada el trabajo de pie del estilo del mono para complementar el trabajo de manos extremadamente rápido del mismo.
cca

## Películas
- Una de las más famosas películas relativas a este arte único es  "Chui Ma Lau" (2002).
- En la película Maestro borracho II, que hizo famoso internacionalmente al director de Hong Kong, Jackie Chan (1994) (también conocida como Leyenda de un Maestro borracho (2000) (U.S.A.)) Precisamente utiliza el estilo del mono borracho. En una escena de acción, Wong Fei Hung toma la forma de lo que él llama "el mono Bebe el vino del Maestro", que apenas atisba imitar las formas del mono borracho de "El Rey mono Robando Vino", "El Rey mono Bebiendo Vino" y "El Rey mono Emborrachándose", que son diferentes posiciones del estilo de kung fu del que trata este artículo.
- Feng Hou (1979) alias "kung fu del mono Loco" mostrando el estilo mono.